# 井上富美子
井上 富美子（いのうえ ふみこ、12月22日 - ）は、日本の女性声優、ナレーター。東京都出身。青二プロダクション所属。

## 略歴
学習院大学文学部哲学科卒業。青二塾東京校18期生。

## 人物
音域はA3 - F5（ポップス調）、F3 - C6（クラシック調）。
資格・免許は普通自動車免許。趣味は歌唱、ピラティス、ゴルフ。特技はジェルネイル、声楽、クラシックバレエ。
2019年6月20日、自身のツイッターで美斉津恵友と結婚したことを発表した。

## 出演
太字はメインキャラクター。

### テレビアニメ
2004年
- エリア88（客室パーサー）
- リングにかけろ1（2004年 - 2010年、志那虎二葉） - 3シリーズ

2006年
- きらりん☆レボリューション（女性アナウンサー）
- 銀色のオリンシス（人口音声）

2007年
- ゲゲゲの鬼太郎（第5作）（女性アナウンサー）

2008年
- ネオ アンジェリーク Abyss（女生徒）

2010年
- サイエンChu! 夕焼け家族（お母さん）

2011年
- デジモンクロスウォーズ（キュートモンママ、コロナモン） - 2シリーズ

2017年
- けものフレンズ（アラビアオリックス）

### 劇場アニメ
- 聖闘士星矢 天界編 序奏〜overture〜（2004年、幼少斗馬）
- しらんぷり（2012年、チカコ）

### OVA
- 聖闘士星矢 冥王ハーデス十二宮編（2003年、氷河〈少年〉）
- 聖闘士星矢 冥王ハーデス冥界編（2006年、魔鈴）
- 聖闘士星矢 冥王ハーデスエリシオン編（2008年、魔鈴）

### Webアニメ
- The King of Fighters: Another Day（2005年、リアン・ネヴィル）
- 聖闘士星矢: Knights of the Zodiac（2019年、鷲星座の魔鈴）

### ゲーム
1999年
- ナース物語（成瀬たかみ）
- パチンコセクシーリアクション2（なつこ）
- ファーランドオデッセイ 伝説を継ぐ者（メイ）

2001年
- エバーグリーン・アベニュー（フェイ）

2002年
- ウィークネスヒーロー トラウマンDC（リリィ）
- 此花2 〜届かないレクイエム〜（風間壬和子）
- Thread Colors〜さよならの向こう側〜（桂城寧子）
- 虹色ドッジボール 乙女たちの青春（屋代つぐみ、藤森裕子）
- やきとり娘〜スゴ腕繁盛記〜（貴子）

2003年
- グローランサーIV（シドニー）
- 此花3 〜偽りの影の向こうに〜（風間壬和子）

2004年
- ヴァンパイアパニック（マリー）
- KOF MAXIMUM IMPACT（リアン・ネヴィル）
- サモンナイト クラフトソード物語2（アーノ、リンリ）
- ふらせら（コニカ）
- ボボボーボ・ボーボボ 爆闘ハジケ大戦（田ボ）
- 電車でGO!FINAL（鉄ちゃん）

2005年
- Another Century's Episode（AI）
- SIMPLE2000シリーズ Vol.92 THE 呪いのゲーム（佐緒里の同僚）
- ボボボーボ・ボーボボ 脱出!!ハジケ・ロワイヤル（田ボ）

2006年
- KOF MAXIMUM IMPACT 2（リアン・ネヴィル）
- 戦国無双2 Empires（新武将〈淑女〉）

2007年
- KOF MAXIMUM IMPACT REGULATION "A"（リアン・ネヴィル）
- 聖闘士星矢 冥王ハーデス十二宮編（魔鈴）

2008年
- カラオケJOYSOUND Wii（オクターブ先生）

2009年
- Another Time Another Leaf 鏡の中の探偵（黒谷桃子）

2011年
- 聖闘士星矢戦記（魔鈴、暗黒オピュクス）

2012年
- 英雄伝説 零の軌跡 Evolution（シズク・マクレイン）

2013年
- 聖闘士星矢 ブレイブ・ソルジャーズ（魔鈴）

2015年
- 聖闘士星矢 ソルジャーズ・ソウル（魔鈴）

2020年
- 英雄伝説 創の軌跡（シズク・マクレイン）

### ドラマCD
- 英雄伝説 零の軌跡 ドラマCD（シズク・マクレイン）
  - 第一章 〜神狼たちの午後〜
- ドラマCD サモンナイト あの日のカケラ（大天使フェルニル）
- どきどきON AIR3（茜）
- 新感覚ドラマ Future Girls（ノーナ）

### テレビ番組
- 牙狼<GARO>（三神官・ケイルの声）
- ディスカバ!99（アシスタント〈顔出し〉）
- TEAM（キャスター〈顔出し〉）

### ナレーション
- 関根勤の世界一が買える店（ナレーション）[8]
- ワイド!スクランブル（コーナーナレーション、ボイスオーバー）
- 笑顔がいっぱい！ボランティア（ナレーション）
- これから いまから いききシルバー（ナレーション）
- 秘湯 名湯の旅（ナレーション）[8]

### その他コンテンツ
- 東京モーターショー（セコムブース）
- World PC Expo（IBMブースMC）
- シーテック（三菱電機ブースMC）
- ハニーチェガールズMC（渋谷109特設ステージ）
- RIZIN FIGHTING FEDERATION（場内アナウンス）